# Titanic : De sang et d'acier
Pour les articles homonymes, voir Titanic.
Titanic : de sang et d'acier (Titanic : Blood and Steel) est une série télévisée en douze épisodes réalisée par Ciaran Donnelly. C'est l'une des deux séries à très gros budget ayant été diffusée pour le centenaire du naufrage du Titanic, l'autre étant Titanic.
La série a été diffusée en Allemagne et au Danemark à partir du 15 avril 2012. Elle a été diffusée en France du 16 décembre 2012 au 20 janvier 2013 sur Chérie 25 puis à partir du 1er juin 2013 sur NRJ 12. Faute d'audience, la série est déprogrammée de cette même chaîne le 15 juin 2013 .

## Synopsis
Marc Muir arrive à convaincre JP Morgan, un financier, et Lord Pirrie, un homme d’affaires, que ses compétences seront indispensables à la construction du Titanic qui vient de débuter. Il s’aperçoit que ses employeurs sont plus préoccupés par les questions financières et le prestige de leur nom que par la sécurité et la fiabilité du paquebot. Il assiste aux conflits qui divisent les habitants de Belfast surtout entre les Protestants et les Catholiques.

## Fiche technique
- Titre original : Titanic : Blood and Steel
- Producteur : Guido de Angelis
- Réalisation : Ciaran Donnelly
- Scénario : Mark Skeet, Matthew Faulk, Stefano Voltaggio, Alan Whiting, Francesca Brill,
- Musique : Maurizio De Angelis
- Pays de production :  France ;  Canada ;  Italie ;  Irlande
- Langue : anglais
- Format : Couleur
- Genre : Action, Drame, catastrophe
- Durée : 55 minutes

## Distribution
- Kevin Zegers (VFB : Alexandre Crépet) : Dr Mark Muir / Marcus Malone
- Alessandra Mastronardi (VFB : Sophie Frison) : Sofia Silvestri
- Derek Jacobi (VFB : Michel de Warzée) : Lord Pirrie
- Billy Carter (VFB : Olivier Cuvellier) : Thomas Andrews
- Ian McElhinney (VFB : Jean-Paul Landresse) : Sir Henry Carlton
- Ophelia Lovibond (VFB : Maia Baran) : Kitty Carlton
- Branwell Donaghey (VFB : Steve Driesen) : Michael McCann
- Denise Gough (VFB : Marcha Van Boven) : Emily Hill
- Valentina Corti (VFB : France Renard) : Violetta Silvestri
- Edoardo Leo (VFB : Angelo Dello Spedale) : Andrea Valle
- Massimo Ghini : Pietro Silvestri
- Martin McCann : Conor McCann
- Gray O'Brien : Bruce Ismay
- Chris Noth : John Pierpont Morgan
- Gerard McCarthy : Ashley Stokes
- Frank McCusker : Charles Stokes
- Jonathan Forbes : Eddy Hatton
- Jonathan Harden : Walter Hill
- Liam Carney : Sean Malone
- Neve Campbell : Joanna Yaegar
- Liam Cunningham : Jim Larkin
- Charlotte Bradley : Mary McCann
- Eleanor Methven : Lady Pirrie
- Michael McElhatton : Albert Hatton
- Caolan Byrne : Jimmy Smith
- Steve Gunn : Bill Armstrong
- Terence Keeley (VFB : Aurélien Ringelheim) : Jack Lowry
- Michael Cochrane : le capitaine Smith
- Hazel Doupe : Sarah
- Robert Whitelock (VFB : Bruno Mullenaerts) : Winston Churchill

Version française
- Société de doublage : Agent Double (en Belgique)
- Direction artistique : Daniel Nicodème
- Adaptation des dialogues : Armelle Guérin, Daniel Danglard  et Nathalie Castellani

## Épisodes
1. Un monde divisé (A City Divided)
En 1909, le Dr Mark Muir, un jeune métallurgiste vivant à New York persuade JP Morgan de l'embaucher pour un projet monumental qui vient de débuter : la construction d’un immense paquebot, le RMS Titanic.  Le chantier naval est situé à Harland & Wolff, à Belfast, en Irlande. Muir a obtenu son doctorat à l'Imperial College de Londres, et avait auparavant été métallurgiste en chef sur le HMS Dreadnought. Lord Pirrie, directeur du chantier, prend le jeune scientifique sous son aile.  Muir attire rapidement l'œil de la charmante Kitty Carlton, la fille d’un riche homme d’affaires ainsi que celui de Sofia Silvestri, la fille d’un immigrant. Le jeune Mark découvre également les différents conflits existant entre les habitants de la ville. Les ouvriers qui se sentent exploités par leurs employeurs commencent à protester.
2. Acier impur (Stained Steel)
Mark Muir commence à travailler à Harland & Wolff, c’est là qu’il découvre de nombreux problèmes, notamment au niveau de la qualité de l’acier utilisé pour la fabrication du paquebot.  Il entre en conflit avec Thomas Andrews, le designer en chef du bateau. Les employés se regroupent pour former un syndicat et deviennent de plus en plus virulents car la plupart n’acceptent plus leurs rudes conditions de travail. Kitty Carlton invite Mark a une course de chevaux, elle séduit le jeune homme et lui demande de l’embrasser. Andrea demande Sofia en mariage, mais celle-ci refuse.  Le secret de Mark est également révélé à la fin de cet épisode. Le jeune homme est le fils de Sean Malone, un docker catholique mentalement et physiquement brisé par une vie difficile. Il s’inquiète pour l’avenir de son fils, qui a pris une fausse identité pour pourvoir travailler sur le Titanic, le chantier étant géré uniquement par des protestants.
3. Homme de mérite (Good Man Down) 
Les tensions sociales s’intensifient. Jim Larkin organise une grande manifestation dans les rues de Belfast. Les patrons commencent à sérieusement s’inquiéter et souhaitent mettre fin à ces rébellions. L’armée intervient et fait front aux manifestants, allant jusqu’à tirer un coup de fusil et tuer Walter Hill. Mark s'occupe de son père Sean, et découvre qu'il est alcoolique et qu’il reçoit des menaces. Kitty Carlton fait des avances à Mark, il cède, mais ce dernier est aussi attiré par une de ses collègues, Sofia. Andrea continue à croire au mariage avec Sofia et promet de changer et tout faire pour être le mari parfait. 
4. Tension sur les chantiers (Danger Looms) 
L’armée a évacué les manifestants. Les tensions restent perceptibles, mais le travail reprend son cours sur le chantier du Titanic. Lord Pirrie ouvre le dialogue avec les employés, ce qui n’est pas du goût de tous les dirigeants qui sont davantage pour l’autorité que pour la discussion. Mark Muir réussi à prouver que les plaques d’acier utilisées pour la fabrication de la coque du bateau posent problème car elles possèdent trop d’imperfections. En visite dans l’usine de laminage, il donne de nouvelles consignes. Muir fuit Kitty Carlton et refuse ses avances. Il se rapproche de la jeune Sofia qui se trouve en situation délicate, puisqu’elle est toujours courtisée par Andrea mais ne souhaite absolument pas se marier avec lui. 
5. Secret dévoilé (Under Lock and Key) 
Le passé de Mark est dévoilé. Il vient d’apprendre que sa petite amie de l’époque, Siobhan Doyle, était enceinte avant de décéder. Le bébé a survécu et a été confié à l’Église pour adoption. Mark ignorait tout de cette histoire. Son père était au courant mais lui a toujours caché la vérité.  
Mark en veut terriblement à son père et se rend au Couvent Magdelene afin de connaitre ce qui s’est passé. Il engage un notaire pour retrouver sa fille. Le bébé ayant été conçu hors mariage puis adopté, la tâche s’annonce difficile.   
Un incident survient avec l’Olympic, un des paquebots construits par les chantiers Harland & Wolff. Alors qu’il entame la traversée au départ de Southampton, il est heurté par le RMS Hawke, un navire de guerre britannique. L’Olympic doit être réparé au plus vite, Ismay ordonne à Lord Pirrie de faire transférer une partie de la main d'œuvre du Titanic. 
6. L'Imposteur (The Imposter)
Lord Pirrie et Michael McCann parviennent à apaiser les conflits après s’être entretenus. Mark et Sofia partent ensemble pour un court voyage romantique. L’occasion pour eux de se découvrir en toute intimité.  
Conor McCann est renvoyé du chantier, il est alors contacté par les membres d'un groupe terroriste catholique. Il décide de les rejoindre.   
Ayant découvert la véritable identité de Mark Muir, les dirigeants décident de mettre immédiatement un terme à son contrat. Pirrie n’approuve pas la décision mais ne peut rien faire.  
7. La vérité vous libèrera (The Truth Shall Set You Free)
Mark a dévoilé son passé à Sofia. Cette dernière a du mal à comprendre pourquoi il ne lui a pas avoué la vérité plus tôt. Elle a des difficultés à lui pardonner mais ne rompt pas pour autant leur relation.
Emily suggère à son frère Michael McCann de se présenter aux élections pour les travaillistes.
Beaucoup de problèmes restent à résoudre sur le paquebot en construction, le financier JP. Morgan demande à ce Mark Muir réintègre son emploi. Parallèlement, le jeune homme tente de retrouver sa fille en consultant des registres de naissance. 
Violetta, la sœur de Sofia et petite amie de Conos McCann apprend qu’elle est enceinte, au grand désarroi de son père.
Ashley a eu écho de l'aventure que Kitty a eu avec Mark. Il décide d'annuler leurs fiançailles.
8. Enjeux importants (High Stakes)
La mère de Kitty tente de convaincre sa fille de se réconcilier avec Ashley. Son père lui annonce que si le mariage n’a pas lieu, il la déshéritera. Kitty refuse d’épouser le riche homme et décide de partir pour Londres.
Alors qu’elle était en train de distribuer des tracts en faveur du parti travailliste pour les élections, Emily est arrêtée et mise en prison à la suite d'une altercation avec la police. Elle sera jugée pour agression sur un officier de police. C’est finalement Albert Hatton, un unioniste extrémiste, qui remporte les élections législatives. Ce résultat ne plait pas à Lord Pirrie qui doit désormais faire des compromis pour ne pas s’attirer les foudres des hommes d’affaires.
Afin d’améliorer l’étanchéité du paquebot, Mark avait proposé de porter la hauteur des cloisons au niveau du pont supérieur. La proposition a été refusée par Ismay.
Sofia annonce à Mark qu'elle va partir à Londres pour reprendre ses études. Elle demande à Mark de l’accompagner. Celui-ci doit choisir entre suivre Sofia ou poursuivre les recherches pour retrouver sa fille. Il choisit de rester à Belfast.
9. Le Poids du pouvoir (Burden of Proof) 
Une enquête a été ouverte à la suite de l'accident survenu entre l’Olympic et le Hawke. Lord Pirrie et Mark assistent à l’audience à Londres. Le Hawke est libéré de toute responsabilité. C’est la grande quantité d'eau déplacée par l’Olympic qui aurait généré un effet d’aspiration et provoquer la dérive du Hawke. Afin de sauver l’image et la réputation de la White Star Line, Pirrie réussit à faire incriminer le pilote de l’Olympic.
Mark profite de son passage à Londres pour rendre visite à Kitty, devenue célèbre dans le monde du spectacle.
Conor donne rendez-vous discrètement Violetta qui est enceinte. Elle tente d'en savoir plus sur ses activités secrètes. Ardea aperçoit Sofia et Mark dans un restaurant et comprend qu’ils sont ensemble.
Une cérémonie grandiose est organisée pour la mise en eau du Titanic. Mark annonce à Thomas Andrews qu’il va très certainement donner sa démission.
10. Une faille dans l'armature (A Crack in the Armor)
Andrews demande à Mark de ne pas démissionner. L’Olympic est à nouveau endommagé et les compétences de Mark sont plus que nécessaires.
Andrea annonce à Pietro qu’il ne souhaite pas s’associer avec lui. Son apprentissage terminé, il souhaite découvrir d’autres choses. Fâché, Pietro se blesse dans son atelier. Il ne peut plus travailler. Sofia se voit dès alors renoncer à ses études à Londres et décide de rester auprès de son père et subvenir à ses besoins.
Mark et Andrews s’aperçoivent que l’acier utilisé pour le Titanic se fragilise dans les eaux froides. Violetta accouche et Conor est tué.
11. Le point de non-retour (The Tipping Point) 
Sofia veut partir à New York et vivre une nouvelle vie. Elle souhaite que Mark l’accompagne, mais ce dernier décline la proposition. Mark décide de rester à Belfast pour finir son travail sur le Titanic et continuer sur les prochains paquebots de la White Star Line. 
Pirrie, très affaibli, est alité. Il demande à Andrews de prendre la direction du chantier. 
Andrews souhaite redonner une place de choix à la recherche et à l’ingénierie et ceci avec l’aide de Mark. Il mène aussi une bataille pour que le Titanic soit équipé de davantage de canots de sauvetage. Une bataille qui n’aboutira pas.
Samuel, un comptable de JP Morgan, arrive à Beslfast et courtise Sofia. La jeune femme n’est pas insensible à son charme, ce qui attise la jalousie discrète de Mark.
Mark reprend les recherches pour retrouver sa fille avec l’aide d’un homme d’église qui détient de précieuses informations. 
Emily est enfin libérée de prison. Violetta lui présente le fils que Connor lui a donné avant sa mort.
12. L'"Insubmersible" met les voiles (The ‘Unsinkable’ Sets Sail)
Le Titanic s’apprête à prendre le large pour sa croisière inaugurale. 
Pietro offre à sa fille, Sofia, un ticket pour monter à bord du Titanic et rejoindre l’Amérique. 
Michael McCann est de retour pour le baptême du fils de Violetta et de son frère Conor. Il demande à Violetta de l’épouser et lui promet de veiller sur l’enfant. Ils montent tous les 3 à bord du Titanic avec Sofia. Mark monte lui aussi sur le Titanic et rejoint Sofia, surprise et heureuse de finalement avoir Mark avec elle.
Une petite fille du nom de Sarah se trouve également à bord avec sa maman. Il s’agit de la fille de Mark.